# Monterrey Open 2024 - Qualificazioni singolare
Le qualificazioni del singolare femminile del Monterrey Open 2024 sono un torneo di tennis preliminare per accedere alla fase finale della manifestazione disputate il 17 e 18 agosto 2024. Le vincitrici dell'ultimo turno entrano di diritto nel tabellone principale. In caso di ritiro di una o più giocatrici aventi diritto a queste subentrano le lucky loser, ossia le giocatrici che hanno perso nell'ultimo turno ma che hanno una classifica più alta rispetto alle altre partecipanti che avevano comunque perso nel turno finale.

## Teste di serie
1. Chloé Paquet (spostata nel tabellone principale)
2. Ajla Tomljanović (spostata nel tabellone principale)
3. Amandine Hesse (ultimo turno)
4. Tímea Babos (primo turno)

1. Carol Zhao (qualificata)
2. Lina Glushko (ultimo turno, lucky loser)
3. Natalija Stevanović (primo turno, ritirata)
4. Kateryna Baindl (ultimo turno)

## Qualificate
1. Anna Danilina
2. Kateryna Volodko

1. Carol Zhao
2. Aleksandra Krunić

### Lucky loser
1. Lina Glushko

## Tabellone

### Legenda
| - Q = Qualificato - WC = Wild card - LL = Lucky loser | - ALT = Alternate - SE = Special Exempt - PR = Protected Ranking | - w/o = Walkover - r = Ritirato - d = Squalificato |

### Sezione 1
|  | Primo turno | Primo turno    | Primo turno    | Primo turno | Primo turno |  |  | Secondo turno | Secondo turno | Secondo turno | Secondo turno | Secondo turno |  |
|  |             |                |                |             |             |  |  |               |               |               |               |               |  |
|  | Alt         | Anna Danilina  | Anna Danilina  | 6           | 7           |  |  |               |               |               |               |               |  |
|  |             | Ulrikke Eikeri | Ulrikke Eikeri | 3           | 63          |  |  | Alt           | Anna Danilina | Anna Danilina | 6             | 6             |  |
|  |             | Gabriela Lee   | Gabriela Lee   | 3           | 2           |  |  | 6             | Lina Glushko  | Lina Glushko  | 3             | 4             |  |
|  | 6           | Lina Glushko   | Lina Glushko   | 6           | 6           |  |  |               |               |               |               |               |  |

### Sezione 2
|  | Primo turno | Primo turno         | Primo turno | Primo turno | Primo turno |  |  | Secondo turno | Secondo turno     | Secondo turno     | Secondo turno | Secondo turno |  |
|  |             |                     |             |             |             |  |  |               |                   |                   |               |               |  |
|  | Alt         | Makoto Ninomiya     | 7           | 4           | 61          |  |  |               |                   |                   |               |               |  |
|  |             | Kateryna Volodko    | 5           | 6           | 7           |  |  |               | Kateryna Volodko  | Kateryna Volodko  | 6             | 6             |  |
|  | WC          | Julia García Ruiz   | 6           | 4           |             |  |  | WC            | Julia García Ruiz | Julia García Ruiz | 2             | 1             |  |
|  | 7           | Natalija Stevanović | 4           | 0           | r           |  |  |               |                   |                   |               |               |  |

### Sezione 3
|  | Primo turno | Primo turno               | Primo turno               | Primo turno | Primo turno |  |  | Secondo turno | Secondo turno  | Secondo turno | Secondo turno | Secondo turno |  |
|  |             |                           |                           |             |             |  |  |               |                |               |               |               |  |
|  | 3           | Amandine Hesse            | 3                         | 7           | 6           |  |  |               |                |               |               |               |  |
|  |             | Catherine Harrison        | 6                         | 5           | 1           |  |  | 3             | Amandine Hesse | 6             | 4             | 3             |  |
|  | WC          | Ana Karen Guadiana Campos | Ana Karen Guadiana Campos | 2           | 2           |  |  | 5             | Carol Zhao     | 3             | 6             | 6             |  |
|  | 5           | Carol Zhao                | Carol Zhao                | 6           | 6           |  |  |               |                |               |               |               |  |

### Sezione 4
|  | Primo turno | Primo turno       | Primo turno     | Primo turno | Primo turno |  |  | Secondo turno | Secondo turno     | Secondo turno     | Secondo turno | Secondo turno |  |
|  |             |                   |                 |             |             |  |  |               |                   |                   |               |               |  |
|  | 4           | Tímea Babos       | 67              | 6           | 4           |  |  |               |                   |                   |               |               |  |
|  |             | Aleksandra Krunić | 7               | 3           | 6           |  |  |               | Aleksandra Krunić | Aleksandra Krunić | 6             | 6             |  |
|  |             | Conny Perrin      | Conny Perrin    | 3           | 0           |  |  | 8             | Kateryna Baindl   | Kateryna Baindl   | 3             | 3             |  |
|  | 8           | Kateryna Baindl   | Kateryna Baindl | 6           | 6           |  |  |               |                   |                   |               |               |  |